# Período das Cinco Dinastias e dos Dez Reinos
O Período das Cinco Dinastias e dos Dez Reinos (chinês simplificado: 五代十国, chinês tradicional: 五代十國, pinyin: wǔdàishíguó) ou, abreviadamente, as Cinco Dinastias, foi uma etapa da história da China que durou desde o ano 907 ao ano 960 . Foi uma época de instabilidade política situada cronologicamente entre as Dinastias Tang e Song. Durante este período, cinco Dinastias sucederam-se rapidamente no norte e mais de uma dúzia de estados independentes, principalmente no sul, foram criados, ainda que só dez deles são enumerados tradicionalmente, daqui o nome dos "Dez Reinos".

## As Dinastias e Reinos

#### As cinco Dinastias
- Dinastia Liang Posterior (907-923) [1]
- Dinastia Tang Posterior (923-936) [1]
- Dinastia Jin Posterior (ou Chin, 936-947) [1]
- Dinastia Han Posterior (947-951) [1]
- Dinastia Zhou Posterior (ou Chou, 951-960) [1]

#### Os dez reinos
- Wu (907–937)
- Wuyue (907–978)
- Min (909–945)
- Chu (907–951)
- Han do Sul (917–971)
- Shu anterior (907–925)
- Shu posterior (934–965)
- Jingnan (924–963)
- Tang do Sul (937–975)
- Han do Norte (951–979)

## Preparando o palco
Este período foi o resultado directo da desintegração política no final da Dinastia Tang, que viu o poder escapar-se das mãos da governação imperial para as de governadores militares regionais (jiedushi) . A rebelião Huang Chao (875-884) também causou um severo golpe à autoridade da governação central  . A princípios do século X, a governação central conservava escasso controlo sobre os poderosos jiedushi, que eram de facto independentes  . 

## O Norte
Zhu Wen era o mais poderoso militar da época no norte da China. Originalmente membro do exército rebelde de Huang Chao, rendeu-se à Dinastia Tang e foi um elemento crucial na supressão da rebelião. Por isto lhe foi dado o título de jiedushi de Xuanwu  . Depois de uns poucos anos tinha consolidado o seu poder destruindo os seus vizinhos, e foi capaz de forçar o transferência da capital imperial a Luoyang, que estava sob seu controlo . Em 904 havia feito assassinar o imperador Zhaozong e havia posto o seu filho de treze anos no trono como um dirigente fantoche. Mais tarde proclamou a fundação da Dinastia Liang posterior, com o mesmo como imperador .
Por então, muitos dos seus rivais haviam declarado os seus próprios regimes independentes, e muitos não reconheciam a nova Dinastia. Particularmente, Li Cunxu e Liu Shouguang opunham-se ao novo regime, e lutaram pelo controlo do norte da China. Li Cunxu em concreto teve bastante sucesso. Após derrotar em 915 Liu Shouguang (que havia proclamado o império Yan em 911), Li Cunxu autoproclamou-se imperador em 923 e, em poucos meses, varreu o regime de Liang posterior, substituindo-o com a Dinastia Tang posterior . Sob o seu comando, a maior parte do norte da China foi reunificado de novo, e em 925 conseguiu conquistar o Shu anterior, um regime que havia surgido em Sichuan .
A Dinastia Tang posterior teve uns poucos anos de acalma relativa. No entanto, cedo a inquietude começou a formar-se de novo. Em 934 Sichuan independizou-se novamente como Shu posterior. Em 936, Shi Jingtang, um jiedushi baseado em Taiyuan, rebelou-se com a ajuda do império Kitán da Manchúria . Em resposta à sua ajuda, Shi Jingtang prometeu aos Kitán dezasseis prefeituras na área de Yoyun (actual norte da província de Heibei e Pequim) e um tributo anual. A rebelião teve sucesso, e Shi Jingtang converteu-se no imperador da Dinastia Jin posterior nesse mesmo ano .
Após a fundação da Dinastia Jin posterior, os kitán começaram a ver-se cada mais poderosos na China. Em 943 decidiram tomar a terra por si mesmos, e num período de três anos haviam chegado à capital situada em Kaifeng, levando ao seu fim a Dinastia Jin posterior. No entanto, foram incapazes (ou não tiveram vontade) de manter as vastas terras da China que haviam conquistado, e retrocederam em pouco tempo durante o decurso do seguinte ano.
Para encher este vazio, um jiedushi chamado Liu Zhiyuan entrou na capital imperial em 947 , proclamando a Dinastia Han posterior. Esta foi a Dinastia de mais curta vida das cinco, já que um golpe em 951 levou ao entronamento do general Guo Wei e ao começo da Dinastia Zhou posterior. No entanto, Liu Chong, um membro da família imperial de Han posterior, criou o regime de Han setentrional em Taiyuan, e procurou a ajuda de Kitán para derrotar a Dinastia Zhou posterior .
Após a morte de Guo Wei em 951, o seu filho adoptado Chai Rong sucedeu-lhe no trono e começou a seguir uma política de expansão e reunificação. Em 954 derrotou as forças combinadas de Han setentrional e Kitán, acabando com as suas esperanças de destruir a Dinastia Zhou posterior. Entre 956 e 958 Zhou posterior infligiu severas derrotas a Tang meridional, a mais poderosa Dinastia no sul da China, forçando-a a ceder todo o território a norte do rio Yangzi. Em 959 Chai Rong atacou o império Kitán apostando em recuperar os territórios cedidos durante a Dinastia Jin posterior, e obtiveram várias vitórias antes de haver sucumbido à doença .
Em 960, o general Zhao Kuangyin perpretrou um golpe e apropriou-se do trono, fundado a Dinastia Song setentrional. Este fato marca o fim oficial do período das Cinco Dinastias e dos Dez Reinos. Nas duas décadas posteriores, Zhao Kuangyin e o seu sucessor Zhao Kaungyi derrotaram a todos os restantes estados que ficavam na China, conquistado Han setentrional em 979 e reunificando China completamente em 982 . 

## O Sul
Ao contrário do norte da China, onde as Dinastias se sucediam uma a seguir às outras em rápida sucessão, os regimes do sul da China existiram de forma mais ou menos simultânea, cindindo-se cada um a uma área geográfica específica.
Por 920, Wu havia-se estabelecido nas províncias actuais de Jiangsu , Anhui e Jiangxi ; Wuhue estava estabelecido na sua maior parte na província moderna de Zhejiang, Min em Fujian, Han meridional em Guangdong, Chu em Hunan, Jingnan em Jianglin (província de Hubei) e Shu anterior em Sichuan. Sichuan caiu sob o controlo do norte em 925, mas em 934 recuperou a sua independência como Shu posterior . Em 937 Wu foi substituído por Tang meridional.
Ainda que mais estável na sua totalidade que o norte da China, o sul também foi retalhado pela guerra. Wu teve escaramuças com os seus vizinhos numa tendência que continuou quando Wu foi substituído por Tang meridional. Em 940 Min e Chu passaram por crises internas das quais Tang meridional rapidamente soube aproveitar-se, destruindo Min em 945 e Chu em 951 (apesar disto restos de Min e Chu sobreviveram na forma de Qingyuan Jiedushi e Wuping Jiedushi por muitos anos) . Com isto, Tang meridional converteu-se indiscutivelmente no regime mais poderoso do sul da China. No entanto, foi incapaz de derrotar as incursões da Dinastia Tang posterior entre 956 e 958, e perdeu todas as suas terras ao norte do rio Yangzi .
A Dinastia Song setentrional, estabelecida em 960, estava determinada a reunificar a China. Jingnang e Wuping foram apagados do mapa em 963, Shu posterior em 965, Han meridional em 971, Tang meridional em 975. Finalmente, Wuyue e Qingyuan cederam o seu território aos Song setentrionais em 978, deixando todo o sul da China sob o controle da governação central .